# Oky Derry Andryan
Oky Derry Andryan (sinh ngày 8 tháng 9 năm 1993 ở Malang) là một cầu thủ bóng đá người Indonesia thi đấu cho Persiba Balikpapan ở Liga 1 ở vị trí tiền vệ 

## Sự nghiệp

### Arema FC
Anh bắt đầu sự nghiệp ở Arema U-21. và được bổ nhiệm làm đội trưởng. Năm 2015, anh được đề nghị một bản hợp đồng và gia nhập Arema FC. Anh thi đấu ở vị trí hậu vệ 